# 承天英华中学旧址
承天英华中学旧址是位于浙江省绍兴市的一处教会建筑遗址，位于越城区塔山街道水沟营与和畅堂路口绍兴文理学院附属中学内。
1907年，英国圣公会传教士在绍兴和畅堂承天桥购地20余亩，开办承天英华学堂。1952年，由政府接办，改为绍兴第二初级中学。1978年改为绍兴师范专科学校附属中学。
2015年4月24日，承天英华中学旧址公布为绍兴市第七批市级文物保护单位 。